# Tupai
Tupai è un atollo facente parte dell'arcipelago delle Isole della Società, precisamente nel gruppo delle Isole Sottovento, nell'Oceano Pacifico. Amministrativamente è ricompreso nel Comune Associato di Faanui-Tupai (facente parte del comune di Bora Bora), con capoluogo Faanui, sulla vicina isola di Bora Bora, a sua volta appartenente al dipartimento d'Oltremare delle Isole Sottovento, nella Collettività d'Oltremare della Polinesia Francese.
Dotata di una piccola pista di atterraggio per gli aerei, Tupai non ha alcun abitante stabile. Vi risiedono per diversi mesi all'anno, comunque, alcuni coltivatori di palme da cocco, provenienti soprattutto dalle altre isole della Società.